# Gosti iz galaksije (1981.)
Gosti iz galaksije (češki Monstrum z galaxie Arkana) hrvatsko-češki je dugometražni film iz 1981. godine kojeg je režirao Dušan Vukotić. To je jedan od rijetkih znanstveno-fantastičnih filmova u hrvatskoj kinematografiji. Filmske lokacije snimane su u Dubrovniku. Specijalne efekte napravio je Jan Svankmajer dok je kostime izradila Jasna Novak.

## Radnja
Iako radi kao vratar u nekom hotelu, Robert je opsjednut ZF-om i namjerava napisati roman o trojici androida-vanzemaljaca, Andri i dvoje djece Targu i Ulu, koji stižu na Zemlju s nekog naprednog planeta iz daleke galaksije Arkana. Međutim, stalno ga ometaju djevojka Biba ili susjed Tino, fotograf. Kolega mu savjetuje da u priču ubaci neko čudovište jer bi samo tako mogao privući pažnju čitatelja, pa Robert odluči djelomična ga poslušati ubacivši lik ogromnog ljubimca Mumua. Jedne noći čuje ženski glas na magnetofonu koji ga pozove na obližnji otok. On posluša, posudi čamac od Tonija i stigne na otok gdje se šokira kada primijeti troje vanzemaljaca iz svoje vlastite priče - Andru, Targu i Ulua. Kada se vrati kući, to ispriča psihijatru, te mu doda da je otkrio da posjeduje telurgiju, sposobnost materijalizacije svojih misli, kada je kao beba poželio mlijeka pa su iznenada njegovom ocu narasle grudi iz kojih ga je dojio.
Biba mu ne vjeruje pa ju iduće noći Robert povede do otoka. Tamo ponovno pronađu troje vanzemaljaca koji u svojem svemirskom brodu u obliku plave svjetleće kugle proučavaju usnulog čuvara te mu izvade srce. Biba se prestraši pa ju pretvore u kocku. Kada se natrag u kući ponovno pretvori u svoj pravi oblik, Biba se šokira i gradom se počnu širiti glasine o izvanzemaljcima. Skupina ronioca odlazi do otoka s harpunima, ali ih Targo napadne pucajući lasere iz očiju. To probudi još veću znatiželju turista koji masovno odlaze na otok i skinu se goli kako bi uvjerili izvanzemaljce da ne nose oružje, ali ih ne nalaze. Toni cijelo vrijeme pokušava napraviti fotografiju kako bi ovjekovječio taj događaj. Robert dobiva otkaz a kada se vraća kući, otkriva da su se vanzemaljci tamo premjestili. Andra ga fascinira te ju on nekoliko puta dodirne, no upravo tada upada ljubomorna Biba i nazove ju pogrdnim riječima. Ljubimac Mumu se oslobađa, poraste do visine od preko dva metra i napadne neke goste na zabavi, izbacujući vatru, pri čemu ubija nekolicinu njih. Naposljetku, Robert odluči otići s Androm, Mumom, Targom i Ulom te napušta Zemlju.

## Glumci
- Žarko Potočnjak - Robert
- Lucié Žulova - Biba
- Ksenija Prohaska - Andra
- Rene Bitorajac - Targo
- Ljubiša Samardžić - Toni
- Ivana Andrlová - Gabi
- Cvijeta Mesić - Cecille
- Petr Drozda - Mumu

## Nagrade
Film je osvojio nekoliko nagrada: na festivalu fantastike Fantasporto u Portu (1984.), Međunarodnu nagradu za fantaziju za scenarij u Trstu 1981., prvu specijalnu nagradu žirija, Imagfic (Madrid) 1982., Grand prix, Grand prix publike, nagradu FIPRESCI, nagradu žirija za najbolju masku, nagradu publike u Cádizu 1982. te glavnu nagradu za režiju u Bruxellesu 1983.

## Vanjske poveznice
- Gosti iz galaksije u internetskoj bazi filmova IMDb-a